# Д’Урбан, Бенджамин

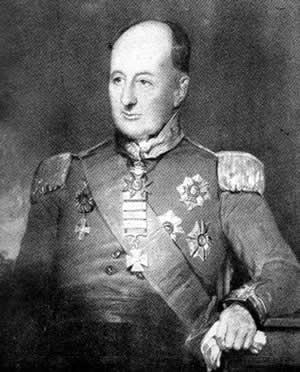
Бенджамин Д’Урбан

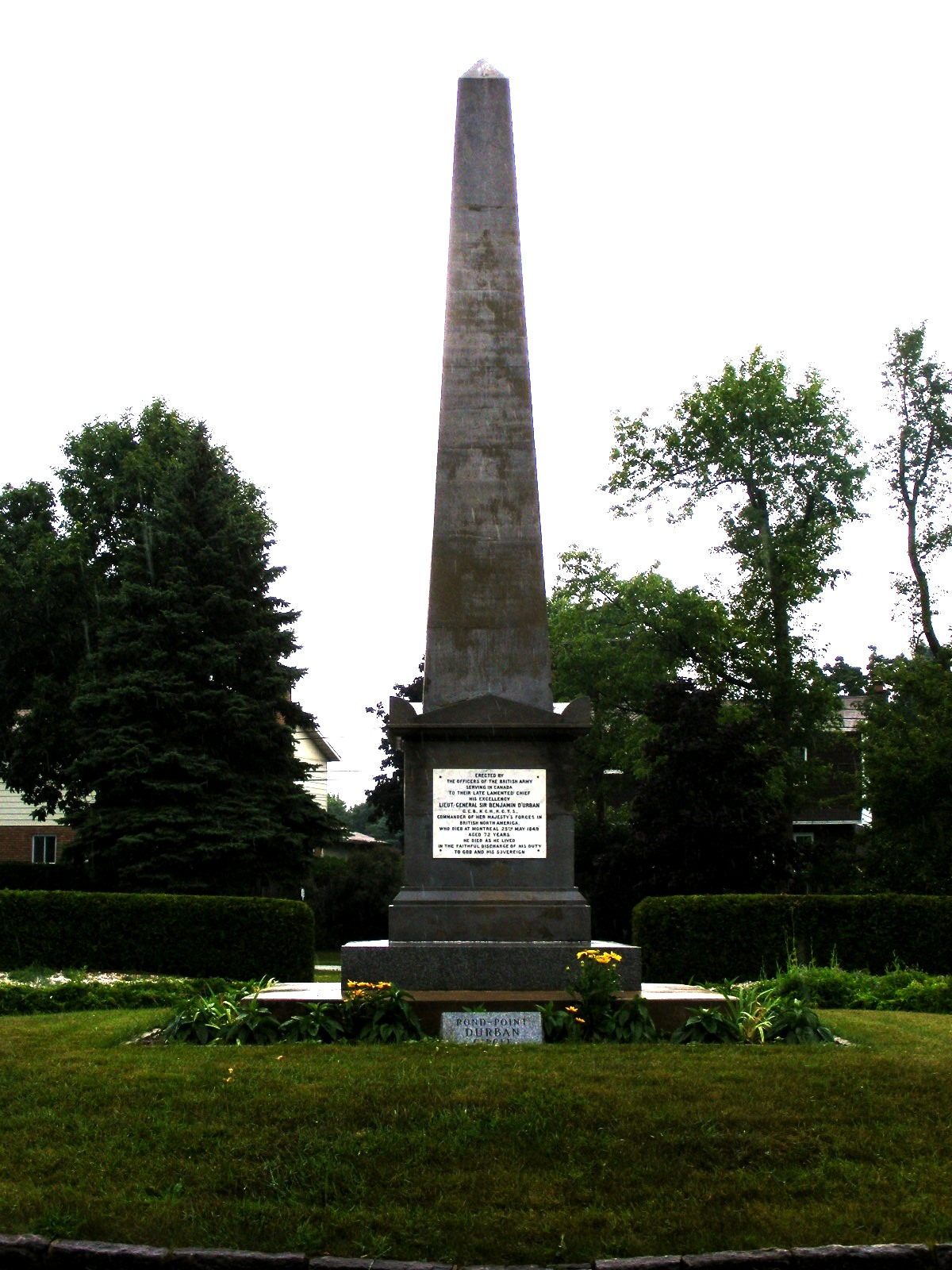
Могила Д’Урбана в Пуэнт-Клер, Квебек, Канада

Сэр Бенджамин Д’Урбан (англ. Benjamin D'Urban; 1777, Хейлсуорт, Суффолк, Англия — 25 мая 1849, Монреаль, Канада) — британский дипломат и военачальник, генерал-губернатор Капской колонии, администратор Южной Африки и Канады. В честь него названы крупный мегаполис Дурбан и город Дурбанвиль.

## Биография
Бенджамин Д’Урбан родился в Хейлсуорте близ Норвича. Был потомком французских гугенотов, бежавших в Англию от насилий и притеснений Людовика XIV.
Д’Урбан участвовал в Наполеоновских войнах.
16 января 1834 года, в самый разгар Шестой пограничной войны, назначен губернатором Капской колонии, сменив в этой должности Голбрейта Лоури Коула. Ему удалось завершить войну в пользу Британии, основав Провинцию Королевы Аделаиды (подробнее о тогдашних административных границах см. Британская Каффрария), расположенную между морским побережьем, бывшей границей Капской колонии и рекой Большой Кей. Провинция просуществовала с мая по декабрь 1835 года, после чего Д’Урбан уступил землю лояльным чёрным племенам.
Первоначально Д’Урбан пользовался уважением и поддержкой «капских голландцев», многие из которых также были потомками гугенотов. Однако, ему не хватало гибкости - и в его губернаторство произошло массовое переселение буров на восток. В 1837 году бур гугенотского происхождения Питер Ретиф опубликовал манифест, в котором обосновывал необходимость эмиграции буров-кальвинистов из-под сени «Юнион-Джека» и продвижения в глубь Африки. В феврале того же года Ретиф, вместе со своими сторонниками и членами их семей, начал Великий Трек.
Не получая поддержки из Лондона, Д’Урбан был вынужден самостоятельно на месте разрешать конфликты. Он сталкивался с растущими препятствиями, и несмотря на повышение в 1837 году до ранга лейтенант-губернатора, уже в следующем году ушёл в отставку с должности губернатора. Продолжал служить в Южной Африке уже как военный, а в 1846 году переведён на должность командующего британскими войсками в Северной Америке.
Умер в Монреале. Его внук Уильям (de:William Stewart Mitchell d’Urban) был известным канадским и британским биологом и археологом.